# Bibliodiversität
Bibliodiversität ist ein Konzept, das in den 1990er Jahren in Lateinamerika (spanisch Bibliodiversidad, portugiesisch Bibliodiversidade) von unabhängigen Verlagen entwickelt wurde, um die Vielfalt der Buchkultur zu beschreiben und zu schützen. Der 21. September wurde inzwischen zum weltweiten „Tag der Bibliodiversität“ erklärt.

## Der Begriff
Der Begriff Bibliodiversität bezeichnet die kulturelle Vielfalt innerhalb des Verlags- und Buchhandelswesens – und er begründet, warum es unabhängig denkende und unabhängig handelnde Menschen in Buchhandlungen und Verlagen geben muss.
Der Begriff ist inspiriert vom strukturell verwandten Begriff der Biodiversität. Wie diese das gesunde Funktionieren eines Ökosystems misst, so ist die Bibliodiversität ein Indikator für ein funktionierendes Buchwesen. Britta Jürgs, die Verlegerin des Aviva Verlags, definiert die Bibliodiversität folgendermaßen: „Bibliodiversität steht für eine Literatur, die nicht kurzfristige Trends bedient, sondern neue Denkansätze und Sichtweisen hervorbringt.“ Die Lyrikerin und Verlegerin Susan Hawthorne etwa kritisiert in ihrem Manifest „Bibliodiversität“, dass viele Großverlage und Großbuchhandlungen ihren Fokus mittlerweile allein auf hohe Verkaufszahlen legen, weswegen die Bibliodiversität aus dem Gleichgewicht gerate. Gerade Bücher von und über Minderheiten sowie Werke aus kleineren Sprachgemeinschaften oder auch anspruchsvolle literarische Texte, wie etwa Lyrik, fänden so kaum noch eine Verbreitung. Jürgs empfiehlt, „das Konzept der Biodiversität als Vorbild für ein ‚organisches‘ Konzept des Verlegens zu nehmen, das auch langsam wachsenden, kleinen Pflänzchen, seltenen Gewächsen und wilden Kräutern einen Raum gibt, statt eine stromlinienförmige Massenproduktion zu unterstützen, bei der der Profit das höchste Ziel ist“.
Der Berliner Kultursenator Klaus Lederer wies darauf hin, dass es nicht genüge, Bibliodiversität „im kleinen Ökosystem der Verlage zu erhalten“, es müsse darum gehen, allen Menschen Zugang zur Buchkultur zu verschaffen. In der Bundestagsdebatte über den Erhalt der Buchpreisbindung vom 14. Dezember 2018 berief sich der Abgeordnete der Bundestagsfraktion Bündnis 90/Die Grünen, Erhard Grundl, explizit auf das Manifest von Hawthorne, und betonte, wie wichtig es für seine Fraktion sei, dass die Bibliodiversität erhalten bleibe.

## Begriffsgeschichte
Der genaue Zeitpunkt, wann der Begriff Bibliodiversität erstmals auftauchte, ist nicht festzumachen. Chilenische unabhängige Verlage reklamieren seit Ende der 1990er Jahre die Autorschaft an diesem Konzept für sich. Der Verlag RIL Editores spielte dabei eine große Rolle. Rasch verbreitete sich der Begriff über ganz Lateinamerika. Aber auch spanische unabhängige Verlage reklamieren die Erfindung des Begriffes für sich.
1999 übernahmen die Leiter der „Bibliothèque Interculturelle pour le Futur“ (Interkulturelle Bibliothek der Zukunft) den Terminus und etablierten ein Programm bei der Charles Léopold Mayer Foundation in Paris, das von Michel Sauquet und Étienne Galliand geleitet wurde.
Im Mai 2002 entstand hieraus die International Alliance of Independent Publishers, die seit 2016 auch mit der deutschen Kurt Wolff Stiftung, die sich für unabhängige Verlage einsetzt, und dem schweizerischen Pendant Swips zusammenarbeitet. Seither findet er auch im deutschen Sprachraum immer mehr Verbreitung.
Seit der Gründung der Alliance wurde der Begriff auf diversen Buchmessen überall auf der Welt diskutiert.
Im November 2010 publizierte das Parlament der Europäischen Autoren die Deklaration von Istanbul, in der es hieß: „Strategien sollen gefunden werden, die helfen, die Standardisierung des künstlerischen Ausdrucks zu vermeiden, und Bibliodiversität fördern.“
Das Manifest „Bibliodiversity“ der australischen Autorin Susan Hawthorne, die lange Jahre Sprecherin der englischsprachigen Sektion in der Alliance war, ist in bislang fünf Sprachen übersetzt worden.